# Anti-Masonic Party

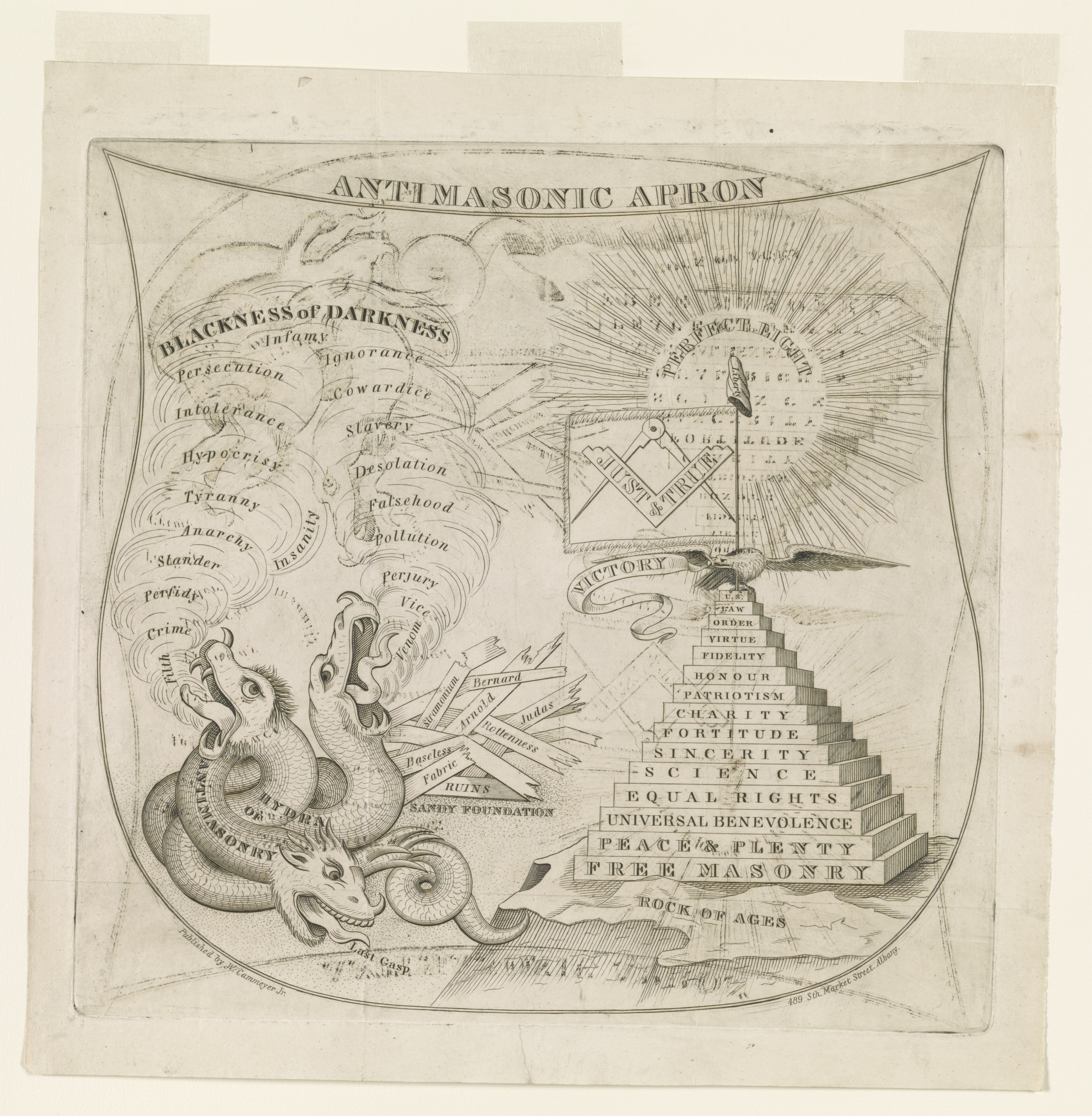
Deze satirische cartoon bekritiseert de Anti-Masonic Party, waarbij de vrijmetselaarsdeugden aan de rechterkant worden afgebeeld tegenover de vermeende ondeugden en chaos van de tegenbeweging aan de linkerkant, dit alles binnen de vorm van een maçonniek schootsvel

De Amerikaanse Anti-Masonic Party ontstond aan het eind van de jaren 1820 als een one-issuepartij en was fel gekant tegen de vrijmetselarij. Aanvankelijk richtte de partij zich op de verdwijning van William Morgan, een voormalige vrijmetselaar die criticus werd, maar later streefde de partij ernaar om haar platform uit te breiden tot buiten de vrijmetselarij. 

## De Morgan-affaire
De mysterieuze verdwijning van William Morgan voedde speculaties dat hij door vrijmetselaren zou zijn vermoord omdat hij de organisatie bekritiseerde, wat leidde tot een veroordeling door evangelische kerken. Omdat veel vrijmetselaren invloedrijke figuren waren in het bedrijfsleven en de politiek, en vaak Episcopaals waren die de religieuze opleving niet steunden, bevatte het verzet tegen hen ook elementen van anti-elitarisme.
De Anti-Masons geloofden in een samenzwering van vrijmetselaren en beweerden dat geheimzinnige, machtige vrijmetselaren het Amerikaanse republicanisme bedreigden door samen te spannen om de regering over te nemen. Ze beweerden ook dat de vrijmetselarij vijandig stond tegenover het evangelische christendom. Deze angst voor gepolitiseerde vrijmetselarij leidde tot de oprichting van de Anti-Masonic Party.

## Morele paniek
In New York vervingen de Anti-Masons de National Republicans als de primaire oppositie tegen de Democraten. Historici zien een hysterie die niet altijd op feiten is gebaseerd. Hoewel de vrijmetselaren het oneens waren met Morgan, vermeden ze directe betrokkenheid bij de staats- en nationale politiek.

Ze zagen hun rol als het faciliteren van samenwerking tussen politieke leiders van verschillende standpunten en partijen, waarbij expliciete steunbetuigingen werden vermeden. Volgens Bullock bevorderden de vrijmetselaren de politieke samenwerking:
"creating channels of communication and cooperation that eased the difficulties of organizing politics on a new scale in a political culture where challenges to elites provided a central theme"
Historici zijn het erover eens dat vrijmetselaren vaak lokaal prominent waren en hoewel ze misschien een poging deden om de Morgan-affaire lokaal in de doofpot te stoppen, wordt het overkoepelende complotargument als overdreven en grenzend aan paranoia beschouwd. Ondanks de snelle groei van het ledental, liepen de vrijmetselaarsloges sterk terug. In 1834 waren er nog maar 50 van de 450 over.

## Overgang naar de Whigs

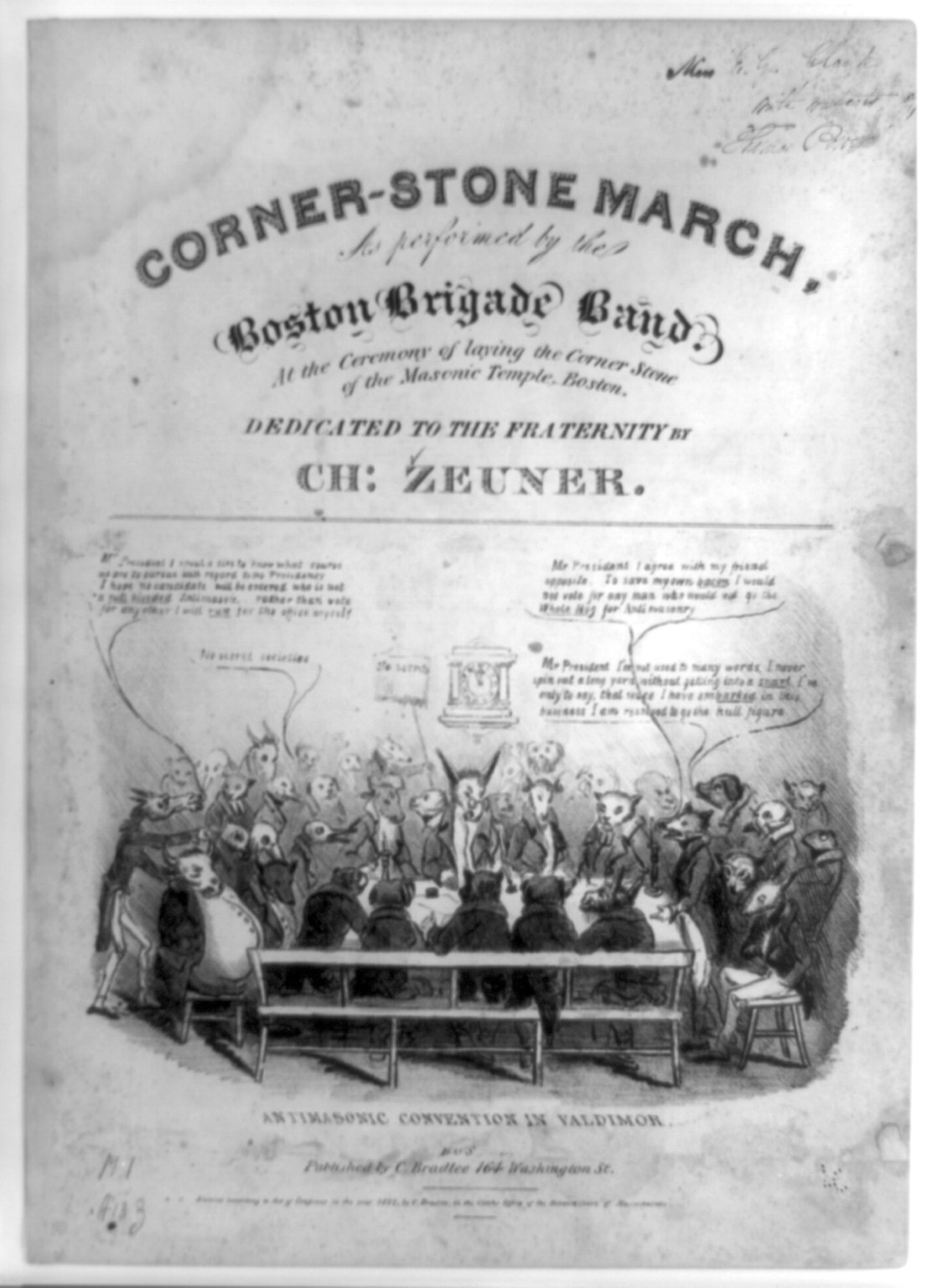
De bladmuziekomslag voor een vrijmetselaarsmars, opgevoerd bij het leggen van de hoeksteen van het logegebouw in Boston, parodieert de nationale conventie van de Anti-Masonic Party in 1831, waarbij aanwezigen als dieren worden afgebeeld die hun standpunt over antivrijmetselarij bespreken, met een ezel als voorzittende figuur

Naarmate de jaren 1830 vorderden, stapten de meeste Anti-Masons over naar de nieuwe Whig Party, die alle kiezers verenigde die tegen president Andrew Jackson waren. Jackson was een vrijmetselaar, maar zijn belangrijkste tegenstander Henry Clay was dat ook. De Anti-Masons brachten naar de Whigs een intens wantrouwen tegen politici en een afwijzing van automatische partijloyaliteit, samen met innovatieve campagnetechnieken om de kiezers op te winden. Ze vonden de nationale conventie uit in 1835. Tegen 1840 functioneerden de Anti-Masons niet meer als een nationale organisatie en waren lokale cellen verdwenen. De weinige Anti-Masons die leidende politici werden, zoals William Seward, Thurlow Weed en Thaddeus Stevens, werden leiders van de Whig en Republikeinse partijen, waarbij ze hun eerdere oppositie tegen de vrijmetselarij bagatelliseerden.